# Li Si
Li Si (chinesisch 李斯, Pinyin Lǐ Sī, IPA (hochchinesisch) [/lì sɨ́/], W.-G. Li Ssŭ; * ca. 280 v. Chr.; † 208 v. Chr.) war der Kanzler des Staates Qin und des Ersten Kaisers von China nach der Errichtung der ersten Kaiserdynastie.
Li wurde im Staate Chu geboren und lernte bei Xunzi die Prinzipien der Regierungsführung. Han Fei war sein Mitschüler und Li betrachtete ihn als fähiger als sich selbst. Er begann seine Karriere als niederer Beamter in Chu, zog dann aber nach Qin, wo er hoffte, seine Vorstellungen eines effizienten Staates umsetzen zu können. Er erreichte Qin im Jahre 247 v. Chr. kurz nach dem Tod von König Zhuangxiang und wurde dem damaligen Qin-Kanzler Lü Buwei unterstellt. Er ermutigte den Qin-König dazu, eine Vereinigung aller chinesischen Staaten unter seiner Führung anzustreben. Es gelang Qin-Gesandten, Anführer einiger Staaten durch Überredungskunst, Drohungen oder Schmiergeld dazu zu bewegen, sich Qin zu unterwerfen. Im Jahre 237 v. Chr. drohte Li jedoch die Ausweisung aus Qin, nachdem ein Besucher aus Han im Jahre 246 ein Komplott geplant hatte und nachdem 238 v. Chr. Lao Ai mit einem Umsturzversuch aufgeflogen war. Li Si argumentierte, dass Ausländer am Aufstieg von Qin maßgeblich beteiligt gewesen waren und dass es deshalb absurd sei, Güter aus anderen Staaten zu kaufen, aber auf fähige Leute aus dem Ausland zu verzichten. Damit überzeugte er den König, ihn weiter zu beschäftigen.
Der Kanzler war Anhänger des Legalismus. Diese Philosophie konzentriert alle Macht auf den Herrscher. Der Herrscher regierte durch Gesetze und Kontrolle, jegliche Aktivität wurde auf die Stärkung des Staates gerichtet. Moral lehnte man dabei als „nicht notwendig“ ab, man propagierte stattdessen Lohn und Strafe. Das Erbrecht sollte abgeschafft und unproduktive Gewerbe (Handel, geistige Tätigkeit) ausgemerzt werden. Als Qin sich auf die Eroberung der anderen chinesischen Staaten vorbereitete, riet Li Si dem König, zuerst gegen Han ins Feld zu ziehen, weil dies auch andere Reiche schwächen würde. Im Jahre 233 besuchte Li den Staat Han. Qin setzte Han so lange unter Druck, bis Han Han Fei nach Qin entsandte. Li warnte den König, dass Han Fei immer dem Staate Han treu sein würde und dass man ihn nicht für Qin arbeiten lassen könne; nach Han zurücksenden könne man ihn indes auch nicht. Der Qin-König ließ Han Fei deshalb einkerkern, Li Si soll ihn überredet haben, sich selbst zu vergiften.
Nach der Vereinigung Chinas und der Errichtung der Qin-Dynastie wurde Li Si zum Kanzler (丞相,  chéngxiàng, genauer 左丞相,  zuǒ chéngxiàng) ernannt. Er bestimmte die Politik des Qin-Reiches entscheidend mit. Unter anderem widersetzte er sich dem Vorhaben, das Qin-Reich in Einheiten aufzuteilen, denen Angehörige der kaiserlichen Familie vorstehen sollten und deren Titel vererblich sein sollten. An Stelle dessen schlug er jederzeit abrufbare Beamte vor. Li Si begleitete den Ersten Kaiser auf zumindest einer seiner Inspektionsreisen. Die Idee, Steintafeln aufzustellen, die die Errungenschaften des Kaisers priesen, geht wahrscheinlich auf Li Si zurück. Er riet dem Kaiser, die Lehren von Shen Buhai und Han Fei zu befolgen. Li Si setzte das von Han Fei vorgeschlagene Verbot von Büchern, die die Vergangenheit beschönigen, um und initiierte die Bücherverbrennung von 214 v. Chr. Als Kalligraph betätigte er sich als Reformator der chinesischen Schrift. Er ließ Maße, Gewichte und Normen vereinheitlichen, z. B. bei Münzen, Waffen oder Wagen. Der private Waffenbesitz wurde verboten, verschiedene Grenzmauern wurden niedergerissen, dafür begann man mit dem Bau der Großen Mauer. Ein großes Straßennetz wurde geschaffen, Poststationen eingerichtet, Bewässerungskanäle gegraben, die Strafen wurden verringert. Von einem Feldzug gegen die Xiongnu riet Li Si den Kaiser aufgrund zu hoher Kosten ab.
Als der Erste Kaiser 210 v. Chr. starb, versuchte Li Si aus Sorge vor Aufständen, dessen Tod zu verheimlichen. Der Eunuch Zhao Gao entwickelte selbst Ambitionen auf die Macht und versuchte, entgegen den Wünschen des verstorbenen Kaisers statt Fusu dessen zweiten Sohn Huhai auf den Thron zu setzen. Huhai erhöhte die Steuern zum Zwecke des Palastbaus und verschärfte die Strafen. Li Si protestierte gegen diese Politik und warnte den Zweiten Kaiser vor Zhao Gaos Ambitionen. Li Si wurde daraufhin eingekerkert und beschuldigt, zusammen mit seinem Sohn Li You eine Rebellion geplant zu haben. Die Selbstverteidigung, die er schrieb, blieb wirkungslos, denn Zhao Gao fing sie auf dem Weg zum Kaiser ab. Letzten Endes gestand Li Si seine Schuld ein und wurde im Jahre 208 v. Chr. auf dem Marktplatz der Qin-Hauptstadt Xianyang durch Zerschneiden an der Hüfte hingerichtet. Auch Verwandte von Li Si kamen zu Tode.